# نوبة فرط ضغط الدم
يُشار إلى فرط ضغط الدم الشديد (الذي يساوي أو يزيد عن 180 في الضغط الانقباضي، أو بمقدار 110 في الضغط الانبساطي، والذي يُطلق عليه أحيانًا فرط ضغط الدم الخبيث أو المتسارع) على أنه أزمة فرط ضغط الدم أو نوبة فرط ضغط الدم (بالإنجليزية: Hypertensive crisis)‏ حيث يُصبح ضغط الدم عند هذا المستوى ذو مخاطر ومضاعفات شديد. قد لا تظهر أية أعراض على الأشخاص الذين يعانون من نوبة فرط ضغط الدم، ولكنهم أكثر عرضة من الآخرين للإصابة بالصداع (22 ٪ من الحالات) والدوخة. قد تشمل الأعراض الأخرى المصاحبة لأزمة فرط ضغط الدم تدهور الرؤية بسبب اعتلال الشبكية، وضيق التنفس بسبب قصور القلب، أو الشعور العام بالضيق بسبب الفشل الكلوي. ومن المعروف أن معظم الأشخاص الذين يعانون من أزمة فرط ضغط الدم لديهم ارتفاع ضغط الدم كمرض أولي، ولكن قد تؤدي المثيرات الإضافية إلى الارتفاع المفاجئ «أزمة فرط ضغط الدم».
يتم تشخيص الحالة على أنها «فرط ضغط دم طارئ» عندما يكون هناك دليل على حدوث ضرر مباشر لعضو واحد أو أكثر كنتيجة للارتفاع الشديد في ضغط الدم، والذي قد يتجاوز 180 ضغطًا انقباضيا أو 120 انبساطيًا. كما قد يتسبب أيضا في الاعتلال الدماغي بارتفاع ضغط الدم، والذي ينتج عن تورم الدماغ واختلال وظيفته، ويتميز بآلام الرأس وتغير مستوى الوعي. كذلك فإن وذمة حليمة العصب البصري، نزيف الشبكية هي علامة أخرى على الضرر المباشر للأعضاء. كما قد يشير ألم الصدر إلى متلازمة الشريان التاجي الحادة (الذي قد يتطور إلى احتشاء عضلة القلب) أو أحيانًا تسلخ الأبهر (تمزيق الجدار الداخلي للشريان الأبهر). كذلك فإن ضيق التنفس والسعال وسعال البلغم الملطخ بالدم كلها تُعتبر علامات مميزة للوذمة الرئوية (تورم أنسجة الرئة بسبب فشل البطين الأيسر) عدم قدرة البطين الأيسر للقلب على ضخ الدم بشكل كاف من الرئتين إلى الشرايين. كذلك فإن التدهور السريع في وظائف الكلى (إصابة الكلى الحادة) وفقر الدم الانحلالي باعتلال الأوعية الدقيقة قد يحدث أيضًا.
يتم العمل مع هذه الحالات من خلال الخفض السريع لضغط الدم لوقف تلف الأعضاء المستمر. وعلى النقيض من ذلك لا يوجد دليل على أن فرط ضغط الدم الملح يجب أن يُخفض بسرعة، حيث أنه لا يوجد دليل على وجود ضرر مباشر مستهدف للأعضاء، كما أن الخفض السريع لضغط الدم في حالة فرط ضغط الدم الملح لا يخلو من المخاطر، ومن ثم تُستخدم الأدوية الفموية لخفض ضغط الدم بشكل تدريجي من 24 إلى 48 ساعة في مثل هذه الحالات من فرط ضغط الدم الملح.